# Цоіліцоілі
Цоіліцоілі (англ. Tsoilitsoili) — одна з місцевих громад, що розташована в районі Лерібе, Лесото. Населення місцевої громади у 2006 році становило 18 456 осіб.